# Marcia parallela
La Marcia parallela (o circolazione unidirezionale) è un particolare regime di circolazione dei treni che può essere applicato sulle linee a doppio binario banalizzate e consiste nel permettere che due treni vengano contemporaneamente inoltrati in un tratto di linea nello stesso senso di marcia.

## Condizioni per l'ammissione della Marcia parallela
La Marcia parallela può essere ammessa solo quando sono realizzate le seguenti condizioni:
- in previsione della circolazione sul binario di destra, il dispositivo d'inversione del blocco non richiede impiantisticamente l'esclusione dalla circolazione del binario di sinistra (se la circolazione non può avvenire sul binario di sinistra, non sì può ovviamente avere la Marcia parallela)
- le linee esercitate con Blocco automatico devono essere attrezzate con il Sotto Sistema di Terra del Sistema Controllo Marcia Treno o, per lo meno, avere i dispositivi di terra per la Ripetizione Segnali
- le linee attrezzate con il Blocco Conta Assi devono essere attrezzate con il S.S.T. dell'S.C.M.T.
- le cabine di guida dei treni circolanti devono essere attrezzate con i Sotto Sistemi di Bordo dei sistemi di sicurezza di cui ai punti precedenti (sulle linee esercitate con B.A.cc è sufficiente che detti mezzi abbiano almeno l'apparecchiatura R.S.C. efficiente).

Sulle linee con Blocco Automatico, qualora dovesse essere messo in circolazione un treno la cui cabina di guida non fosse attrezzata con i sistemi di cui sopra, la marcia parallela è ammessa purché questo treno venga instradato sul binario di sinistra.